# Méthyl 4,6-O-benzylidène-a-D-glucopyranoside
Le méthyl 4,6-O-benzylidène-a-D-glucopyranoside ou (+)-(4,6-O-benzylidène)méthyl-α-D-glucopyranoside est un composé organique, l'acétal du méthyl a-D-glucopyranoside (1-O-méthyl-D-glucopyranose) et du diméthoxyméthylbenzène. C'est un intermédiaire important dans la préparation de divers sucres.

## Utilisation
Le méthyl 4,6-O-benzylidène-a-D-glucopyranoside est la forme protégée du méthyl-a-D-glucopyranoside par un groupe benzylidène. Sous cette forme, les fonctions alcool 4 et 6 du sucre sont protégées, ce qui permet de faire des réactions chimiques sur d'autres parties de la molécule.
Cette forme est obtenue par acétalisation du méthyl-a-D-glucopyranoside par le diméthoxyméthylbenzène en milieu acide.

## Réaction de transacétalisation
La protection des polyols se fait via la formation d'un acétal, en particulier le benzylidène acétal couramment utilisé comme groupe protecteur des 1,2- et 1,3-diols.

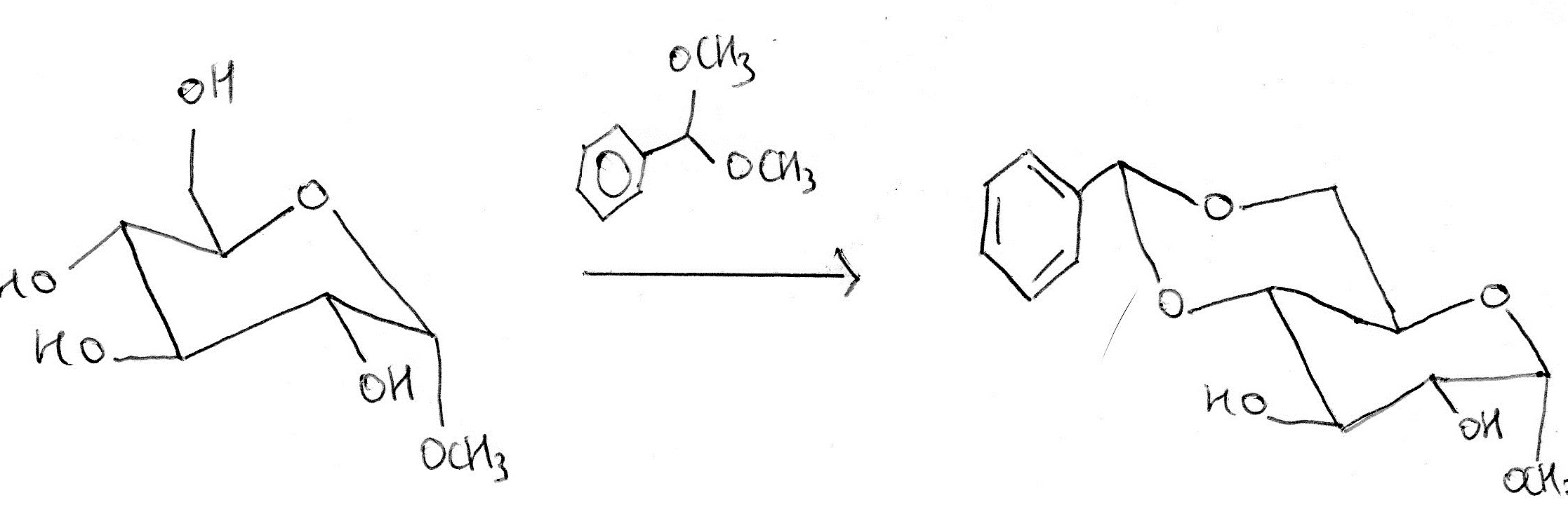